# Жорж Мутон
Жорж Мутон (*Georges Mouton, 21 лютого 1770 — †27 листопада 1838) — французький військовий діяч часів Першої імперії, маршал та пер Франції. Граф Лобау.

## Життєпис
Народився у 1770 році у Фальсбурі. У 1792 році добровольцем вступив до Французької революційної армії. До 1799 року був у складі Рейнської армії. Відзначився в Італійській кампанії 1799–1801 років. У 1800 році отримує звання полковника. У 1805 році — бригадного генерала. Відзначився в усіх битвах військових кампанії 1805 року проти Росії та Австрії та 1806 року проти Прусії. У 1807 році Мутон стає дивізійним генералом.
У військовій кампанії 1809 року відзначився у битвах при Еслінгу, Ландсхуті, Ваграмі. За звитяги у цих битвах Наполеон I надав Мутону титул графа Лобау. Був учасником кампанії 1812 року проти Росії. Після відступу армії з Росії очолював оборону Дрездена, але зрештою потрапив у полон після битви під Лейпцигом.
Після повернення до Франції у 1814 році Мутон опинився поза військовою діяльністю. Тому під час Ста днів Наполеона Бонапарта підтримав останнього. Був серед активних учасників битві при Ватерлоо 1815 року, де потрапив у полон. Після звільнення на вимогу короля Людовика XVIII вимушений був піти у вигнання, яке тривало до 1818 року.
Повернувшись до Франції 1818 року, Жорж Мутон деякий час залишався поза будь-якими справами, тільки у 1828 році обирається до Палати депутатів, де записався до ліберальної опозиції. Він підтримав Липневу революцію 1830 року та сходження на трон Луї-Філіпа I Орлеанського. Тоді ж Мутон очолює Національну гвардію. У 1831 році Луї-Філіп I зробив Жоржа Мутона маршалом Франції, а у 1833 році — пером. У 1832 та 1834 роках придушував повстання в різних частинах країни. Помер Жорж Мутон 27 листопада 1838 року в Парижі.